# Olga Sarzyńska

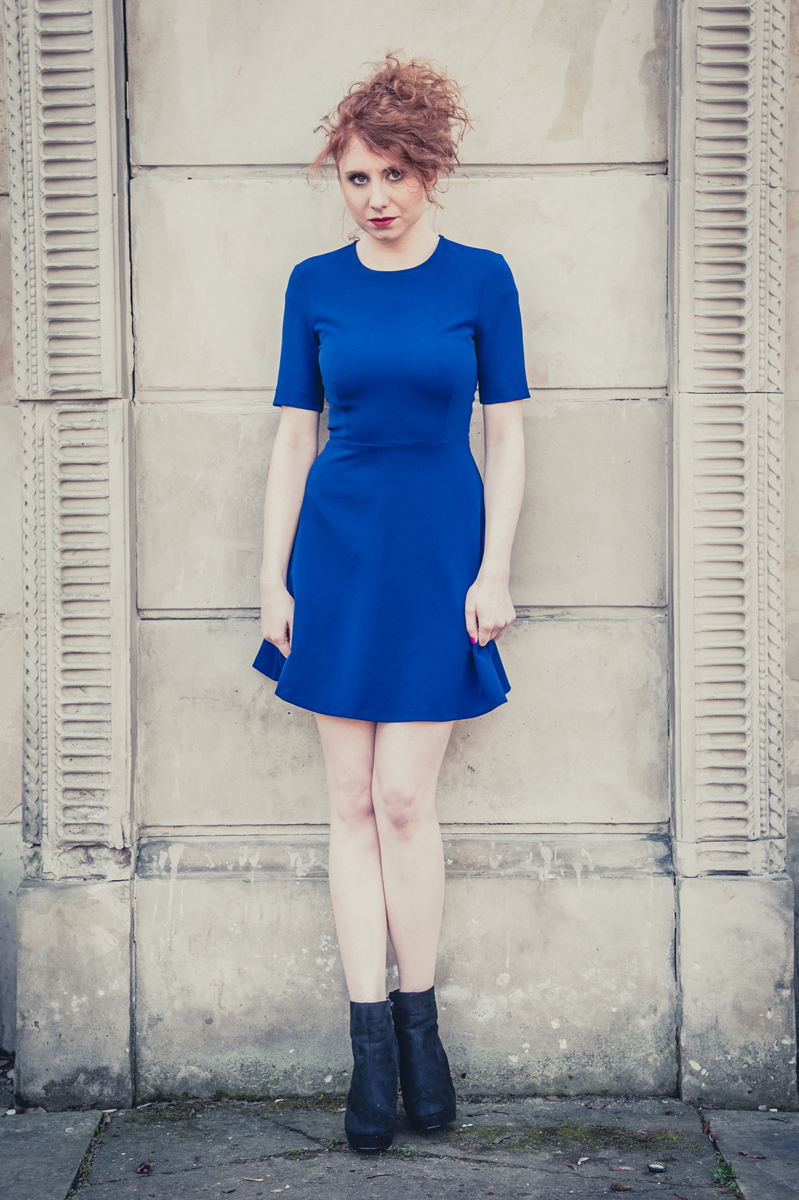
Olga Sarzyńska

Olga Sarzyńska (ur. 5 listopada 1984 w Warszawie) – polska aktorka teatralna, serialowa, dubbingowa i kabaretowa.

## Życiorys
W 2007 roku ukończyła studia w Akademii Teatralnej w Warszawie. Opiekunem jej roku była Anna Seniuk. 
Jest aktorką warszawskiego Teatru Ateneum. Współpracuje także z Teatrem Dramatycznym w Warszawie, Kamienica i Och-Teatrem. Ma za sobą liczne występy w serialach telewizyjnych. Zadebiutowała w Teatrze Telewizji w spektaklu Wojciecha Smarzowskiego Cztery kawałki tortu, grając jedną z głównych ról. Współtworzy Kabaret Macież oraz Kabaret na Koniec Świata.

## Filmografia
- 2005: Dziki 2: Pojedynek – Asia (odc. 5)
- 2005: Egzamin z życia – sekretarka Luizy (odc. 32)
- 2005: Klan
- 2005: Samo życie – pracownica studia nagrań
- 2006: Egzamin z życia – Beata, koleżanka Magdy (odc. 69)
- 2006: Magda M. – Ewelina Lasek (odc. 35)
- 2006: Pogoda na piątek
- 2007: Dwie strony medalu – Karolina Mizerska
- 2007: Hela w opałach – Sylwia, opiekunka do dzieci (odc. 16)
- 2007: Niania – kelnerka (odc. 71)
- 2007: Na Wspólnej – Katarzyna (odc. 853, 859)
- 2007: Braciszek – sprzedawczyni
- 2007: Oskarżeni. Śmierć sierżanta Karosa – Anna Pyszczak
- 2008–2010: Czas honoru – Rutka, przyjaciółka Leny
- 2008: Teraz albo nigdy! – Eliza Torczewska, dekoratorka wnętrz (odc. 9)
- 2008: Wydział zabójstw – rekwizytorka Emilia Gładoś (odc. 24)
- 2008: Serce na dłoni – koleżanka Małgorzaty
- 2009: Siostry – Kamila Morawska, siostra Klara
- 2009: Rodzina zastępcza – kaskaderka (odc. 316)
- 2009: Handlarz cudów – sprzedawczyni w sklepie obuwniczym
- 2009: BrzydUla – ekspedientka (odc. 87)
- 2010: Usta usta – pracownica schroniska dla zwierząt (odc. 25)
- 2011: Ojciec Mateusz – Karolina, narzeczona Marka (odc. 69)
- 2012: Prawo Agaty – Karina Łukowska, była dziewczyna Jacka (odc. 9)
- 2013: Na dobre i na złe – Anna Stępień (odc. 519)
- 2016: Druga szansa – makijażystka (odc. 1)
- 2018: W rytmie serca – reżyser przedstawienia teatralnego (odc. 23)
- 2018: Miłość jest wszystkim – realizatorka Anna
- 2019: Ojciec Mateusz – Gabi Brzozowska (odc. 288, 290)
- 2020: Film z angielskimi napisami – panna młoda
- 2021: W jak morderstwo – Elka, przyjaciółka Magdy
- 2021: Teściowie – Ola Macnar
- 2021: Planeta singli. Osiem historii – pielęgniarka Beata (odc. 1)
- 2021: Backdoor. Wyjście awaryjne
- 2021: Cień – Wiola
- 2021: Najmro. Kocha, kradnie, szanuje – pani „Pudel”
- 2022: Przyjaciółki – Sara
- 2022: Prorok – Krysia
- 2022: Bunt! – Renia
- 2023: Sortownia – pielęgniarka Maja

## Teatr
- (2014) Niech no tylko zakwitną jabłonie - reż. Wojciech Kościelniak; Teatr Ateneum
- (2013) Mayday 2 - reż. Krystyna Janda; Och-Teatr
- (2013) Porwanie Sabinek – reż. Emilian Kamiński; Teatr Kamienica
- (2012) Madame - reż. Jakub Krofta; Teatr na Woli im. Tadeusza Łomnickiego
- (2012) Merylin Mongoł - reż. Bogusław Linda; Teatr Ateneum
- (2012) Nie ma solidarności bez miłości - reż. Adam i Maciej Wojtyszko; Teatr Palladium
- (2011) Kobieta z widokiem na taras – reż. Stanisław Tym, Teatr Polonia
- (2011) Aktorzy nieprowincjonalni - reż. Marcin Sitek; Kabaret Macież
- (2011) Gotowane głowy - reż. Kinga Dębska; Teatr Capitol
- (2010) Ania z Zielonego Wzgórza - reż. Karol Stępkowski; Bajka; 6. Piętro; Kamienica
- (2009) Krowa Andżelajna - reż. Zuza Solakiewicz; Teatr Czarodziejska Kura
- (2009) Stand-up stolyca - Teatr Montownia
- (2009) Bagdad Café - reż. Krystyna Janda; Teatr Polonia
- (2009) Rozmowy w parku - reż. Romuald Szejd; Teatr „Scena Prezentacje”
- (2008) Mewa albo Czajka - reż. Romuald Szejd; Teatr „Scena Prezentacje”
- (2008) Sarabanda - reż. Romuald Szejd; Teatr „Scena Prezentacje”
- (2007) Iwona - reż. Piotr Cieślak; Teatr Dramatyczny
- (2007) Wszyscy kochamy Barbie - reż. Cezary Morawski; Towarzystwo Teatrum Warszawa
- (2007) Lament na Placu Konstytucji – Krzysztof Bizio; Teatr Polonia
- (2007) Pippi Pończoszanka – reż. Agnieszka Glińska, Teatr Dramatyczny
- (2007) Walentynki - reż. Anna Seniuk; Akademia Teatralna Warszawa
- (2006) Pułapka - reż. Bożena Suchocka-Kozakiewicz; Akademia Teatralna Warszawa
- (2006) Mp3 - reż. Mariusz Benoit; Teatr Montownia
- (2005) Bambini Di Praga - reż. A. Glińska, Teatr Współczesny
- (2001) Kordian - reż. Adam Hanuszkiewicz; Teatr im. Cypriana Kamila Norwida Jelenia Góra

## Teatr Telewizji
- 2010 Dolina nicości - reż. W. Nowak (kelnerka)
- 2007 Pierwszy września - reż. K. Lang (Krystyna)
- 2007 Oskarżeni. Śmierć sierżanta Karosa - reż. S. Kuźnik (Anna Pyszczak)
- 2006 Cztery kawałki tortu – reż. Wojciech Smarzowski (Dorotka)

## Dubbing
- 2016: Łotr 1. Gwiezdne wojny – historie jako Jyn Erso
- 2013: Scooby-Doo! Wyprawa po mapę skarbów (Shirley)
- 2011: Nie ma to jak bliźniaki
- 2009: Opowieść wigilijna
- 2024: To zawsze Agatha jako Rio Vidal

## Audiobooki
- 2016: Lux Perpetua (Weronika, Elżbieta Donotek)
- 2012: Plastusiowy pamiętnik
- 2011: Karolcia

## Nagrody i wyróżnienia
- 2009: Kabaret Macież - Grand Prix na festiwalu kabaretowym PAKA
- 2008: Nagroda im. Jana Świderskiego za rolę Anki w przedstawieniu Lament na Placu Konstytucji, reż. K. Janda

## Dodatkowe informacje
- Sopran, alt
- Wykształcenie muzyczne w klasie fortepianu